# Лумініш
Лумініш (рум. Luminiș) — село у повіті Нямц в Румунії. Входить до складу комуни П'ятра-Шоймулуй.
Село розташоване на відстані 265 км на північ від Бухареста, 14 км на південний схід від П'ятра-Нямца, 94 км на південний захід від Ясс, 144 км на північний схід від Брашова.

## Населення
За даними перепису населення 2002 року у селі проживали 2557 осіб, усі — румуни. Усі жителі села рідною мовою назвали румунську.